# Somewhere Near Marseilles ー馬賽的附近ー
〈Somewhere Near Marseilles ー馬賽的附近ー〉（日语：／ Samuuea Nia Maruseiyu -Maruseiyuatari- */?）是日裔美籍創作歌手宇多田光的歌曲，收錄在她的第八張原創專輯《BAD MODE》（2022年）。歌曲曾在同年9月16日以現場影像版作為專輯的宣傳單曲發行，其後亦以「Sci-Fi Edit」形式收錄在她的首張精選輯《SCIENCE FICTION》（2024年），並在2024年4月3日以數碼單曲形式發行。
歌曲是一首12分鐘長的酸浩室作品，融合了的士高與巴利阿里節拍等曲風，並運用環境噪音、合成器，以及電子樂器等各種聲音。歌曲的「Sci-Fi Edit」把時長濃縮至4分鐘，並保留歌曲原本的音樂元素。在歌詞上，歌曲講述一對生活在倫敦與巴黎的遠距離戀愛情侶想要去馬賽約會度假。歌曲的原版獲起用為卡地亞珠寶系列的宣傳影像歌曲。
〈Somewhere Near Marseilles ー馬賽的附近ー〉獲得音樂評論家的一致好評，當中不少評論家均認為它是專輯中的突出作品。他們亦讚賞它的創作、優秀製作、時長，以及宇多田的聲音。歌曲其後亦獲入選2022年底的多個年終列表。兒玉裕一執導拍攝出歌曲的直型原版及橫型環景版現場音樂影片，其後亦把它剪輯為「Sci-Fi Edit」版的正式音樂影片。

## 背景與製作
宇多田光在專輯《BAD MODE》（2022年）中與多位音樂製作人合作，當中包括首次合作的森·謝帕德。二人透過共同的朋友而認識，宇多田得知對方也是音樂人後提出合作的請求。他們共同製作出專輯三首收錄曲－〈BAD MODE〉、〈沒心情（Not In The Mood）〉，以及共同創作的〈Somewhere Near Marseilles ー馬賽的附近ー〉。
宇多田表示〈Somewhere Near Marseilles ー馬賽的附近ー〉原本的樣本時長不足4分鐘，但歌曲在謝帕德的製作下不斷補足編曲等元素，使宇多田希望不斷延長它的時長。雖然謝帕德曾在製作途中對她的想法產生疑問，但其後還是在她的要求下把歌曲擴充至近12分鐘長，猶如夜店混音的感覺，成為宇多田職業生涯時長最長的歌曲。

## 詞曲
〈Somewhere Near Marseilles ー馬賽的附近ー〉是一首12分鐘長的酸浩室歌曲，並融合了多種音樂元素與曲風。歌曲的歌詞描述了身處伦敦宇多田與她身處巴黎的戀人之間的遠距離戀愛。宇多田在歌詞中提議與戀人像歌名般在马赛來一場「約會度假」。《常駐顧問》的安德魯·賴斯形容它是一首唱給遠距離戀人的悶燒火炬歌曲，並注意到以英语及日语填寫的雙語歌詞。在歌曲的製作上，賴斯指宇多田的聲樂製作完美融入Floating Points的柔和節奏上，以至不容易留意到她（的聲音）逐漸隱沒在延長的尾聲。
《Playy》雜誌稱歌曲為一首「近12分鐘長的酸浩室深度潛行」，強調它對合成器與環境噪音的運用。《NPR音樂》的拉爾斯·戈特里奇形容它為「具催眠性的迪斯科列車」，並帶有輕搖的邦哥鼓、808低音鼓，以及放克合成器滑音」。Pitchfork的編輯約書亞·民秀·金稱歌曲為「充滿活力的巴利阿里浩室史詩，帶有迷幻的吧唧音、小型打擊樂器，以及不可抗拒的浪漫描繪」。《PopMatters》的彼得·皮亞特科斯基形容歌曲為「柔和的浩室節拍和細緻的電子聲音，呈現出宇多田甜美的吟唱」。賴斯將歌曲的整體節拍形容為「悠閒」，並指出當中的酸浩室音樂元素。
宇多田在2020年的2019冠状病毒病疫情期間創作多首《BAD MODE》專輯曲目，並表示其中多數歌曲反映出自己的個性，包括作為母親、處理個人掙扎和改善與他人的關係。《告示牌》對其疫情的影響表達類似感受，將歌曲描述為一首「巧妙地喚起大眾被疫情推向的不穩定情感狀態的夜店風格曲目」。

## 發行與宣傳

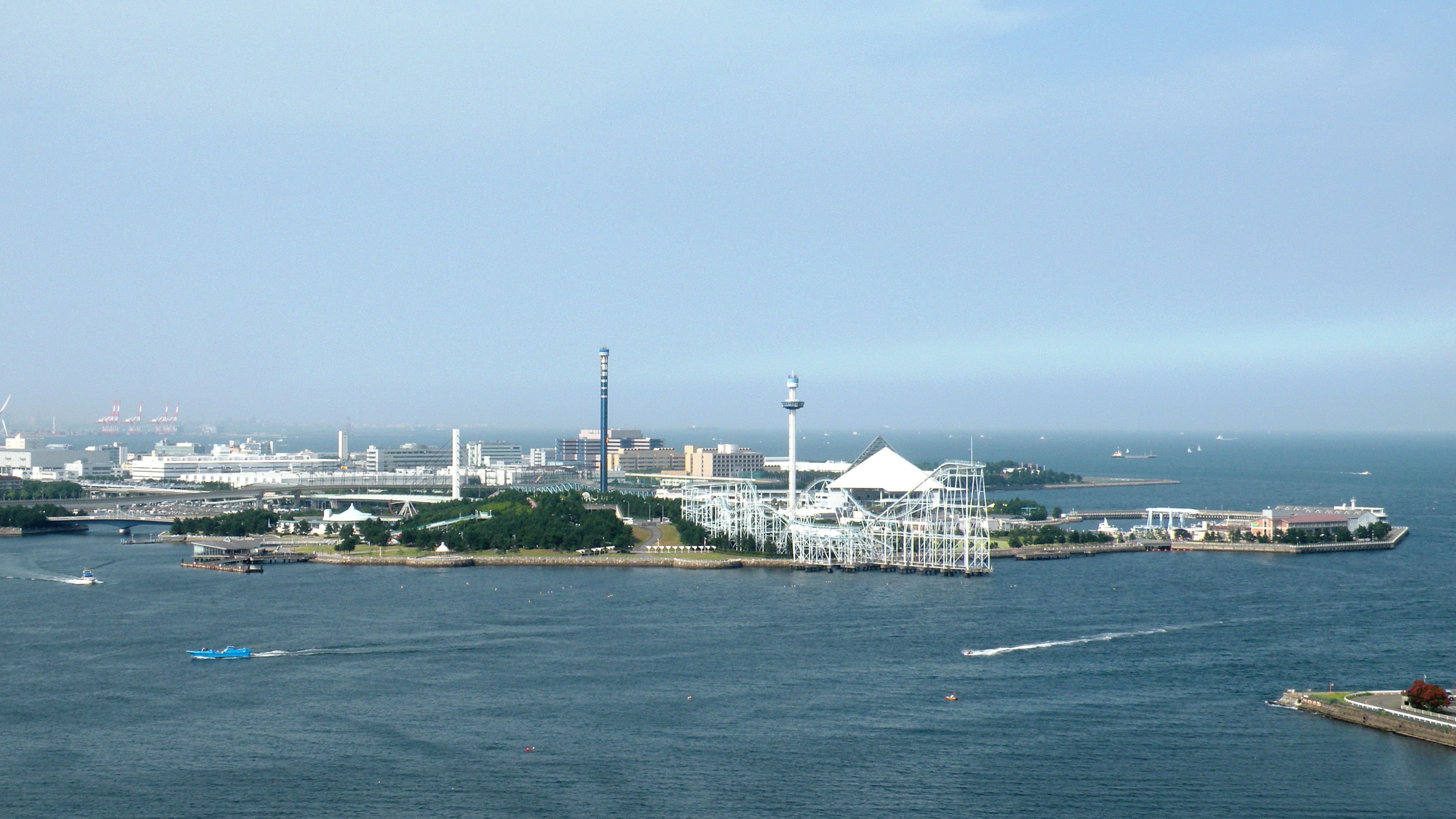
〈Somewhere Near Marseilles ー馬賽的附近ー〉的影片在橫濱八景島海島樂園的水族館內拍攝

〈Somewhere Near Marseilles ー馬賽的附近ー〉在2022年1月19日隨著專輯《BAD MODE》的發行而上架全球多國數位平台。同年7月，歌曲獲起用為卡地亞珠寶系列「CARTIER TRINITY FOR CHITOSE ABE OF sacai」宣傳影像歌曲。兒玉裕一執導由宇多田親身演出的特別宣傳影片，以及其幕後花絮。兒玉亦執導歌曲在橫濱八景島海島樂園取景拍攝的現場音樂影片，影片中的宇多田在水族館表演歌曲，而舞者則在她的周圍跳舞與走動。影片於同年9月16日以影像單曲的形式限定上架Spotify，作為專輯的宣傳單曲發行。影片的直型原版以及橫型環景版其後亦分別在同年12月17日和12月23日在YouTube上公開。
宇多田於2024年1月宣布個人首張精選輯《SCIENCE FICTION》的發行消息，收錄職業生涯多首歌曲原版及混音版，以慶祝她出道25週年。〈Somewhere Near Marseilles ー馬賽的附近ー〉以「Sci-Fi edit」形式收錄在精選輯第二張光碟的最後一曲。歌曲其後獲確認為精選輯的第三首单曲，並在同年4月3日以數位形式發行。現場影片的直型原版及橫型環景版均分別以「Sci-Fi edit」形式剪輯並在宇多田的YouTube頻道公開。

## 專業評價
〈Somewhere Near Marseilles ー馬賽的附近ー〉獲得音樂評論家的正面評價。《PopMatters》的彼得·皮亞特科斯基讚賞宇多田與謝帕德的合作，並稱歌曲「卓越」。《常駐顧問》的安德魯·賴斯亦同樣讚賞他們的合作，並稱讚宇多田的演唱方式以及歌曲的聲音。《NPR》的拉爾斯·戈特里奇以謝帕德在專輯《Promises》與菲羅·桑德斯的合作與歌曲作比較， 表示：「就算我們嘗試離去或分解她超常的聲音，但它其實早已隱含在製作起伏的形狀中，宇多田光的存在仍然閃爍得讓人敬畏」。
Pitchfork的約書亞·民秀·金強調歌曲的歌詞以及整體主題，表示：「在如此美麗的地方，靈感會禁不住襲來，所以宇多田變出同樣廣闊的空間，充滿著無限的可能性」。《Playy》雜誌形容它為「展現出技藝的歌曲」，並讚賞它融合浩室與流行音樂的「大膽」，形容〈Somewhere Near Marseilles〉是「幾乎完美的浩室流行。Floating Points為宇多田的聲音打造出輕鬆自然的風景，以製造出她的的士高舞廳，而她幾乎就像牛油般融入了景色中」。衛星音樂給予歌曲正面評價，讚賞宇多田在歌曲上的表現，但就歌曲的長度批評謝帕德缺乏創新。
〈Somewhere Near Marseilles ー馬賽的附近ー〉在2022年底獲入選多個年度榜單，並獲得多個出版物的評價。《Pitchfork》的編輯 埃里克·托雷斯形容歌曲為「環遊世界、令人驚艷的結尾曲，以手指彈奏和柔軟的合成器框架出地中海約會」，並總結說它「讓墜入愛河聽起來像是一種令人陶醉的逃逸形式」。《常駐顧問》的賴斯指歌曲「在超過11分鐘長的精緻製作浩室聲音展開，晃動跟閃耀得恰如其分」。。《偏锋杂志》的保羅·阿塔德將這首歌描述為「充滿旋味」和「快閃環遊世界」，而《混音器雜誌》的喬丹·丹維爾則讚賞它的聲音，寫出：「全方位的狂喜就是宇多田光心中的音樂...」。

### 年終列表
| 樂評家／出版物       | 列表            | 排名 | 來源   |
| -------------------- | --------------- | ---- | ------ |
| 《Gorilla vs. Bear》 | 2022年50強歌曲  | 5    | [ 28 ] |
| 《Pitchfork》        | 2022年100佳歌曲 | 10   | [ 29 ] |
| 常駐顧問             | 2022年最佳歌曲  | 入選 | [ 30 ] |
| 《偏锋杂志》         | 2022年50佳歌曲  | 6    | [ 31 ] |
| 《混音器雜誌》       | 2022年100佳歌曲 | 42   | [ 32 ] |

## 歌曲列表
| 串流媒體 – LIVE at Sea Paradise | 串流媒體 – LIVE at Sea Paradise                                  | 串流媒體 – LIVE at Sea Paradise |
| 曲序                            | 曲目                                                             | 时长                            |
| ------------------------------- | ---------------------------------------------------------------- | ------------------------------- |
| 1.                              | Somewhere Near Marseilles ー馬賽的附近ー（LIVE at Sea Paradise） | 12:26                           |

| 線上下載 串流媒體 – Sci-Fi edit | 線上下載 串流媒體 – Sci-Fi edit                         | 線上下載 串流媒體 – Sci-Fi edit |
| 曲序                            | 曲目                                                    | 时长                            |
| ------------------------------- | ------------------------------------------------------- | ------------------------------- |
| 1.                              | Somewhere Near Marseilles ー馬賽的附近ー（Sci-Fi edit） | 4:13                            |

## 製作名單
資料來自《BAD MODE》黑膠版內頁
錄音室
- ABS工作室（東京） – 聲樂音軌編輯
- 皮爾斯之房（倫敦） – 混音
- 傑出之聲工作室（英语：George Marino）（紐約） – 母帶處理

參與人員
- 宇多田光 – 詞曲創作、製作、聲樂錄製、全聲樂、鍵盤、編程、沙鈴、動態敲擊樂合成器電子鼓
- 森·謝帕德（英语：Floating Points） – 詞曲創作、製作、鍵盤、編程
- 齊藤祐也 – 聲樂音軌編輯
- 史蒂夫·菲茨莫里斯（英语：Steve Fitzmaurice） – 混音
- 威爾·弗賴伊 – 打擊樂器
- – 母帶處理

## 發行歷史
| 地區 | 日期                          | 版本        | 形式              | 廠牌      | 來源   |
| ---- | ----------------------------- | ----------- | ----------------- | --------- | ------ |
| 多國 | 2022年9月16日（作為宣傳單曲） | 現場版      | 串流媒體          | 史詩 索尼 | [ 34 ] |
| 多國 | 2024年4月3日                  | Sci-Fi Edit | 線上下載 串流媒體 | 史詩 索尼 | [ 35 ] |

## 資料來源
1. ↑  . Wilson & Alroy's Record Reviews.   [2020-07-26]. （原始内容存档于2019-12-28） （英语）.
2. 1 2  Fukunaga, Jun. . Block.fm. 2022-01-26  [2022-06-16]. （原始内容存档于2024-04-22） （日语）.
3. 1 2 3  . Spotify. 2022-01-24  [2022-01-25]. （原始内容存档于2022-01-31） （日语）.
4. 1 2 3 4 5 6  Ryce, Andrew. . Resident Advisor. 2022-02-02  [2024-04-09]. （原始内容存档于2022-02-23） （英语）.
5. 1 2 3  . Playy. 2022-02-04  [2024-04-09]. （原始内容存档于2024-04-09） （英语）.
6. 1 2 3 4  Gotrich, Lars. . NPR Music. 2022-01-25  [2024-04-09]. （原始内容存档于2024-04-09） （英语）.
7. 1 2 3  Minsoo Kim, Joshua. . Pitchfork. 2022-02-15  [2024-04-09]. （原始内容存档于2022-03-11） （英语）.
8. 1 2 3  Piatkowski, Peter. . PopMatters. 2022-01-27  [2024-04-09]. （原始内容存档于2022-02-04） （英语）.
9. 1 2  . Billboard. 2022-01-12  [2024-04-09]. （原始内容存档于2024-04-09） （英语）.
10. ↑  Tsuya. . Tokion. 2022-02-22  [2024-04-09]. （原始内容存档于2024-04-09） （英语）.
11. ↑  . MTV. 2022-01-16  [2024-04-09]. （原始内容存档于2024-04-09） （英语）.
12. ↑  《BAD MODE》的多國發行日期:
  - . Apple Music (Australia). 澳洲. 2022-01-19  [2022-02-28]. （原始内容存档于2022-01-18） （英语）.
  - . Apple Music (New Zeland). 紐西蘭. 2022-01-19  [2022-02-28]. （原始内容存档于2022-04-12） （英语）.
  - . Apple Music (United Kingdom). 英國. 2022-01-19  [2022-02-28]. （原始内容存档于2022-01-19） （英语）.
  - . Apple Music (Ireland). 愛爾蘭. 2022-01-19  [2022-02-28]. （原始内容存档于2022-04-12） （英语）.
  - . Apple Music (Germany). 德國. 2022-01-19  [2022-02-28]. （原始内容存档于2022-03-13） （德语）.
  - . Apple Music (Spain). 西班牙. 2022-01-19  [2022-02-28]. （原始内容存档于2022-01-19） （西班牙语）.
  - . Apple Music (France). 法國. 2022-01-19  [2022-02-28]. （原始内容存档于2022-01-18） （法语）.
  - . Apple Music (Italy). 意大利. 2022-01-19  [2022-02-28]. （原始内容存档于2022-01-20） （意大利语）.
  - . Apple Music (United States). 美國. 2022-01-19  [2022-02-28]. （原始内容存档于2022-02-18） （英语）.
  - . Apple Music (Canada). 加拿大. 2022-01-19  [2022-02-28]. （原始内容存档于2022-01-22） （英语）.
  - . Apple Music (Taiwan). 台灣. 2022-01-19  [2022-02-28]. （原始内容存档于2022-01-18） （中文（臺灣））.
  - . Apple Music (Hong Kong). 香港. 2022-01-19  [2022-02-28]. （原始内容存档于2022-03-31） （中文（香港））.
13. 1 2  . Hikaru Utada Official Website. 2021-07-21  [2024-04-09]. （原始内容存档于2024-04-09） （日语）.
14. ↑  . Hikaru Utada Official Website. 2021-09-16  [2024-04-09]. （原始内容存档于2024-04-09） （日语）.
15. ↑  , . . Phile Web. 2022-09-16  [2022-09-16]. （原始内容存档于2022-11-02） （日语）.
16. ↑  . Barks. 2022-12-17  [2023-03-28]. （原始内容存档于2023-05-28） （日语）.
17. ↑  . Barks. 2022-12-23  [2023-03-28]. （原始内容存档于2023-03-04） （日语）.
18. ↑  . Hikaru Utada Official Website. 2024-01-15  [2024-04-09]. （原始内容存档于2024-05-22） （日语）.
19. ↑   (專輯內頁). 宇多田光. 史詩／索尼. 2024-04-10.
20. ↑  . Hikaru Utada Official Website. 2024-04-03  [2024-04-09]. （原始内容存档于2024-04-09） （日语）.
21. ↑  . Apple Music.   [2024-04-09]. （原始内容存档于2024-05-26） （日语）.
22. ↑  . YouTube. 2024-04-04  [2024-04-09]. （原始内容存档于2024-05-31） （日语）.
23. ↑  . YouTube. 2024-04-04  [2024-04-09]. （原始内容存档于2024-05-23） （日语）.
24. ↑  . Sputnikmusic. 2022-01-23  [2024-04-09] （英语）.
25. ↑  Torres, Eric. . Pitchfork. 2022-12-05  [2024-04-09]. （原始内容存档于2022-12-09） （英语）.
26. ↑  Ryce, Andrew. . Resident Advisor.   [2024-04-09]. （原始内容存档于2023-03-19） （英语）.
27. ↑  Attard, Paul. . Slant Magazine. 2022-12-06  [2024-04-09]. （原始内容存档于2022-12-06） （英语）.
28. ↑  Chris. . Gorilla vs. Bear. 2022-12-04  [2022-12-10]. （原始内容存档于2023-06-08） （英语）.
29. ↑  . Pitchfork. 2022-12-05  [2022-12-10]. （原始内容存档于2022-12-09） （英语）.
30. ↑  . Resident Advisor.   [2022-12-28]. （原始内容存档于2023-03-19） （英语）.
31. ↑  . Slant Magazine. 2022-12-06  [2022-12-10]. （原始内容存档于2022-12-06） （英语）.
32. ↑  . The Fader. 2022-12-15  [2022-12-31]. （原始内容存档于2022-12-16） （英语）.
33. ↑   (專輯內頁). 宇多田光. 史詩/索尼. 2022年.
34. ↑  . Spotify. 2023-09-16  [2024-02-28]. （原始内容存档于2024-04-09） （英语）.
35. ↑  〈Somewhere Near Marseilles ー馬賽的附近ー〉（Sci-Fi Edit）的多國發行日期:
  - . 澳洲. 2024-04-03  [2024-04-21]. （原始内容存档于2024-04-26） （英语）.
  - . 紐西蘭. 2024-04-03  [2024-04-21]. （原始内容存档于2024-04-26） （英语）.
  - . Apple Music (United States). 美國. 2024-04-03  [2024-04-21]. （原始内容存档于2024-04-26） （英语）.
  - . Apple Music (Hong Kong). 香港. 2024-04-03  [2024-04-21]. （原始内容存档于2024-04-26） （中文（香港））.